# Терористичний напад на шкільний автобус з Авівім (1970)
Терористичний напад на шкільний автобус з селища Авівім (Бійня в шкільному автобусі з Авівім, в англомовних джерелах — «Avivim school bus massacre») — організований 22 травня 1970 року Організацією визволення Палестини (ОВП) напад на «Північному шосе» в Ізраїлі, унаслідок якого загинули 12 ізраїльтян, включаючи 9 дітей у віці від 7 до 14 років, ще 24-25 — поранено, в тому числі важко.

## Теракт
Рано вранці 22 травня автобус, в основному з дітьми 1 — 3-х класів, всього — понад 30 пасажирів, як зазвичай, виїхав з селища (мошава) Авівім поблизу кордону Ізраїлю з Ліваном, і повинен був доставити дітей в місцеву школу в Довеві. Терористи, ймовірно прибули з Лівану, заздалегідь розвідавши розклад руху автобуса та влаштувавши засідку на шосе № 8967. Автобус був обстріляний, в тому числі з  ручного протитанкового гранатомета, по обидва боки дороги.
Водій автобуса Рамі Яркон (за кілька місяців до теракту вже врятував своїх пасажирів, вислизнувши із засідки терористів), як і двоє інших дорослих, був поміж постраждалих від першого залпу, але продовжив рух. Після того, як вони були вбиті, автобус врізався в дорожню огорожу, при цьому терористи продовжували вести вогонь по автобусу.
Терористів не вдалось затримати.

## Жертви

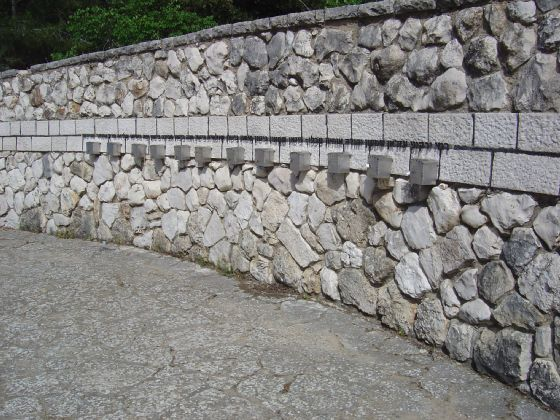
Меморіал загиблим у шкільному автобусі з Авівім

- Естер Авікезер (23)  (івр.)
- Єгуда Охайон (10)  (івр.)
- Яффа Батіто (8)  (івр.)
- Маймон Бітон (7)  (івр.)
- Хавіва Бітон (7)  (івр.)
- Хана Бітон (8)  (івр.)
- Шимон Бітон (9)  (івр.)
- Шуламіт Бітон (9)  (івр.)
- Махлуф Бітон (28)  (івр.)
- Алізе Перец (14)
- Рамі Ярконі (29)  (івр.)
- Шимон Азран (35) [недоступне посилання з липня 2019] (івр.)[10]
- Лея Ревіво (52) — померла в 2013 році від осколка, що залишився в голові[11].

Діти, які навчалися в перших трьох класах, були поховані на спеціальній дільниці кладовища в Цфаті.
На згадку про жертви теракту в центрі селища Авівім і на місці теракту встановлено пам'ятники.
Після теракту, була введена охорона кожного автобуса, чий маршрут проходить по «Північному шосе»
.